# Pilgrimage
Pilgrimage från 2007 är saxofonisten Michael Breckers sista album. Vid inspelningen visste Brecker att han led av leukemi och han var redan allvarligt sjuk. Han avled i januari 2007 och albumet gavs ut postumt.
Senare på året tilldelades Brecker postumt två Grammy Awards för Pilgrimage. Det var i kategorierna Best Jazz Instrumental Solo och Best Jazz Instrumental Album, Individual or Group.

## Låtlista
Alla låtar är skrivna av Michael Brecker.
1. The Mean Time – 6:57
2. Five Months from Midnight – 7:41
3. Anagram – 10:11
4. Tumbleweed – 9:39
5. When Can I Kiss You Again? – 9:46
6. Cardinal Rule – 7:34
7. Half Moon Lane – 7:19
8. Loose Threads – 8:37
9. Pilgrimage – 10:03

## Medverkande
- Michael Brecker – tenorsaxofon, EWI
- Pat Metheny – gitarrer
- Herbie Hancock – piano (spår 1, 5, 8, 9)
- Brad Mehldau – piano (spår 2-4, 6, 7)
- John Patitucci – bas
- Jack DeJohnette – trummor

## Mottagande
Skivan fick ett gott mottagande när den kom ut med ett genomsnitt på 3,4/5 baserat på fyra recensioner.